# Брюне, Андре
Андре́ Брюне́ (фр. Andrée Brunet, в девичестве Жоли́ (Joly); 16 сентября 1901 года, Париж, Франция — 30 марта 1993 года, Бойн-Сити, Мичиган, США) — французская фигуристка, выступавшая в парном фигурном катании с партнёром, а в дальнейшем мужем Пьером Брюне. Они двукратные олимпийские чемпионы 1928 и 1932 года.
Пара Андре Жоли и Пьер Брюне считаются основоположниками многих элементов современного парного катания. Им приписывают создание зеркальной дорожки, а также новых связок, поддержек и вращений. На своих первых Олимпийских играх 1924 года в Шамони эта пара выполнила больше разнообразных элементов, чем кто-либо ранее. Однако судьи решили, что они выполняют слишком много «трюков», и поставили дуэт лишь на третье место. Другие фигуристы приняли к сведению новый стиль, и он быстро стал распространённым явлением в спорте.
Жоли и Брюне продолжали выполнять элементы, ранее невиданные в парном катании. Жоли также в числе первых фигуристок надела чёрный костюм в цвет костюма партнёра (традиционно женщины выступали в белом).
Вскоре Жоли/Брюне стали доминировать в мировом парном катании. Они выигрывали французские национальные чемпионаты с 1924 по 1935 года и четыре раза выигрывали чемпионаты мира (1926, 1928, 1930 и 1932 годы). Также они были олимпийскими чемпионами 1928 и 1932 годов.
От участия в Олимпиаде 1936 года они отказались в знак протеста против нацистской Германии.
Жоли и Брюне также принимали участие в соревнованиях одиночников. Жоли была 5-й на Олимпиаде 1924 года и 11-й на Олимпиаде 1928 года. Кроме того, она была чемпионкой Франции в женском одиночном катании с 1921 года по 1931.
Андре и Пьер заключили брак в 1929 году (в дальнейшем Андре соревновалась под фамилией Брюне). В 1936 году они закончили любительскую карьеру и гастролировали с шоу-турами по Европе и Канаде.
В 1940 году Брюне эмигрировали в США. Они стали тренерами и подготовили будущих олимпийских чемпионов Кэрол Хейс и Скотта Хамильтона. Работали они в Нью-Йорке, Иллинойсе и Мичигане вплоть до 1979 года, когда вышли на пенсию.
У пары был сын, Жан-Пьер, который становился чемпионом США в парном катании с Донной Джен Посписел в 1945 и 1946 годах.
В 1976 году Брюне были введены в Зал Славы фигурного катания.

## Спортивные достижения
(в парном катании)
| Соревнования/Сезон      | 23-24 | 24-25 | 25-26 | 26-27 | 27-28 | 28-29 | 29-30 | 30-31 | 31-32 |
| ----------------------- | ----- | ----- | ----- | ----- | ----- | ----- | ----- | ----- | ----- |
| Зимние Олимпийские игры | 3     |       |       |       | 1     |       |       |       | 1     |
| Чемпионаты мира         |       | 2     | 1     |       | 1     |       | 1     |       | 1     |
| Чемпионаты Европы       |       |       |       |       |       |       |       |       | 1     |

(в женском одиночном катании)
| Соревнования/Сезон      | 23-24 | 24-25 | 25-26 | 26-27 | 27-28 |
| ----------------------- | ----- | ----- | ----- | ----- | ----- |
| Зимние Олимпийские игры | 5     |       |       |       | 11    |